# Especially for Youth
Especially For Youth ("Especialmente para a Juventude", em inglês) muitas vezes abreviado como EFY, é um programa educacional de A Igreja de Jesus Cristo dos Santos dos Últimos Dias voltado para jovens da denominação entre os 14 e os 18 anos. O programa, que tem duração de uma semana, é focado em temas relativos à juventude da igreja, entre eles a amizade e o ensino dos princípios e doutrina religiosa. A participação é permitida a todos os jovens da igreja e também visitantes, aqueles que não seguem as doutrinas mórmons, mas que queiram conhecê-la. As sessões, realizadas principalmente nos Estados Unidos, seguem um currículo comum criado pela Igreja. Quase todas estas sessões acontecem durante os meses do ano que coincidem com as férias escolares. O programa educacional é programado por líderes Santos dos Últimos Dias que atuam na base juvenil da igreja como conselheiros. Durante o programa educacional, vários líderes SUDs são selecionados a dar palestras e atingir um público alvo de visitantes interessados em conhecer o Fundo Perpétuo de Educação destinado a jovens da Igreja. Todas as sessões são organizadas e geridas a partir da sede do programa educacional, em Provo, Utah.
O EFY afirma que sua missão é ajudar os participantes a "Virem a Cristo".
No ano de 2014, o nome mudou para FSY e suas diretrizes tiveram mudanças, entretanto, membros e não membros podem participar do programa.

## História do EFY
Segundo o "EFY's Participant Journal" o programa foi criado por Ronald C. Hills, em 1976, quando 172 jovens e 15 conselheiros reuniram-se para a primeira sessão do programa de Verão. Jeffrey R. Holland, do Quórum dos Doze Apóstolos, foi um dos oradores na sessão do banquete de fundadores. No ano seguinte, a frequência aumentou para 863 jovens. O actual director é Gregory Tanner. Em 2005, o número total de participantes que do EFY ao longo dos anos era de 409484.
John Bytheway escreveu sua tese de mestrado sobre os primeiros anos da EFY, e que está disponível na Biblioteca da Universidade Brigham Young.
Michael Hicks compôs o "EFY pot-pourri" em 1999, que se tornou uma das principais músicas, cantada em cada sessão do EFY.

### Abrangência
Atualmente, o programa encontra-se em expansão para outros países com presença da Igreja. Em 2006, o programa foi expandido para fora da América do Norte pela primeira vez, com sessões na Inglaterra, na Alemanha e na Escandinávia. Uma sessão do programa também foi realizada no mesmo ano no México. Expandiu-se ainda mais em 2009, com sessões pela primeira vez na Espanha, na Itália, na França e na Guatemala. O programa chegou ao Brasil no ano de 2010. Há um projeto de abrangência em outros países da América do Sul, como Chile e Argentina, além de Austrália, Nova Zelândia, Portugal, Cabo Verde e Tonga.[carece de fontes?]

## Localizações do EFY
Sessões do programa "Especialmente para a Juventude" foram ou estão a ser realizada nas nações seguintes e respectivos estados ou regiões.[carece de fontes?]
| - Alemanha - Austrália - Brasil - Canadá - Cabo Verde - Dinamarca - El Salvador - Espanha - Estados Unidos - Finlândia - França - Guatemala | - Honduras - Irlanda - Itália - México - Nova Zelândia - Polinésia Francesa - Portugal - Reino Unido - Suécia |

## Temas EFY
Em 1982, EFY introduziu o seu primeiro tema anual. Desde então, um tema e uma escritura deram o tom para cada sessão EFY.
| Ano  | Tema                         | Ano  | Tema                 | Ano  | Tema                           | Ano       | Tema                                                                                     |
| ---- | ---------------------------- | ---- | -------------------- | ---- | ------------------------------ | --------- | ---------------------------------------------------------------------------------------- |
|      |                              | 1991 | Caminha Comigo       | 2001 | Lembra a Promessa              | 2011      | Crer. Ter Esperança. Perseverar                                                          |
| 1982 | O Tempo Chegou               | 1992 | Um só Coração        | 2002 | Nós Acreditamos                | 2012      | Erguei-vos e Brilhai                                                                     |
| 1983 | Ascender Juntos              | 1993 | Partilha a Luz       | 2003 | Olha e Vive                    | 2013 2014 | Permanecei em Lugares Santos e Não Sejais Movidos Vinde a Cristo e Negai toda Iniquidade |
| 1984 | Descobrindo Novos Horizontes | 1994 | Servindo com Força   | 2004 | Permanece na Luz               |           |                                                                                          |
| 1985 | Deixa a Tua Luz Brilhar      | 1995 | Volta com Honra      | 2005 | Um Caminho Mais Excelente      |           |                                                                                          |
| 1986 | Ama a Vida                   | 1996 | Viver o Legado       | 2006 | O Maior Dom                    |           |                                                                                          |
| 1987 | Navegar para Casa            | 1997 | Entesourar a Verdade | 2007 | Poder na Pureza                |           |                                                                                          |
| 1988 | Ganha a Corrida              | 1998 | Alegria na Jornada   | 2008 | Com Firmeza e Certeza          |           |                                                                                          |
| 1989 | Para Sempre, Meu Amigo       | 1999 | Uma Época de Coragem | 2009 | Sê um Exemplo                  |           |                                                                                          |
| 1990 | Aprender por mim Mesmo       | 2000 | Segue com Fé         | 2010 | Coragem para Permanecer Fortes |           |                                                                                          |